# Сисне
Си́сне (исп. Islas del Cisne) — острова в Карибском море, в 180 км к северу от побережья Гондураса, которому и принадлежат. Также называются Суо́н (англ. Swan Islands — «Лебединые острова») или Сантани́лья (исп. Islas Santanilla). Относятся к департаменту Ислас-де-ла-Баия. Население 22 чел. (1970).

## География

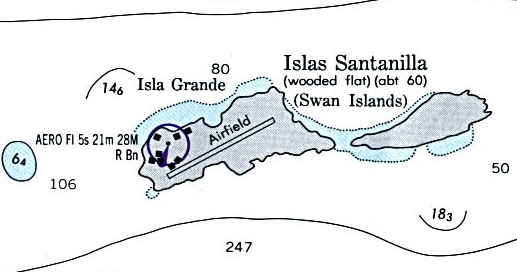
Карта островов Сисне

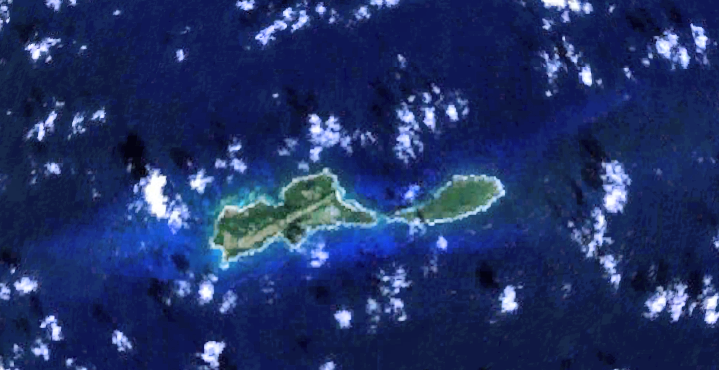
Снимок из космоса (острова Сисне)

Площадь 3,6 км², в том числе остров Си́сне-Гра́нде (Большой Сисне) 2,5 км², остров Си́сне-Пеке́ньо (Малый Сисне) 1,1 км². Есть также мелкие прибрежные островки, самый крупный из которых — Па́харо-Бо́бо (исп. Cayo Pájaro Bobo) — имеет длину 170 метров.

## История
Острова были открыты Христофором Колумбом в 1502 году в день Св. Анны и названы островами Санта-Ана. В XVI—XVII веках они являлись базой и убежищем для карибских пиратов. С 1775 года они стали появляться на картах под названием островов Суон (англ. swan, исп. cisne — «лебедь»). Печально известный американский флибустьер Уильям Уокер захватил острова в 1860 году. После его смерти в 1861 на острова предъявил права Гондурас, однако в 1863 году они перешли под юрисдикцию США на основании «Закона о Гуано». С тех пор острова стали широко известны среди добытчиков гуано и ловцов черепах. В ноябре 1971 года острова были возвращены Гондурасу. Американские метеорологическая и навигационная станции, а также станция связи продолжают действовать на острове по соглашению с правительством Гондураса.
Остров Большой Сисне использовался ЦРУ для организации «серого» пропагандного вещания на Гватемалу в ходе операции PBSUCCESS и Кубу во время подготовки к операции в заливе Свиней.
В 1980е годы на острове была организована секретная база со взлётно-посадочной полосой для воздушного снабжения "контрас" на территории Никарагуа  (охрану которой обеспечивали 45 военнослужащих армии Гондураса).